# Johnny Hart
Pour les articles homonymes, voir Hart.
Johnny Hart (né à Endicott le 18 février 1931 et mort à Nineveh (en) le 7 avril 2007) est un auteur de bande dessinée américain. Il est principalement connu pour avoir créé B.C. en 1958 et Le Magicien d'Id en 1964 (avec le dessinateur Brant Parker).
Auteur au style très dépouillé privilégiant l'efficacité narrative au foisonnement graphique, adapte d'un humour décalé et satirique, Hart est considéré comme l'un des principaux auteurs américains de la deuxième moitié du XXe siècle.

## Biographie
Hart, qui grandit dans la petite ville d'Endicott, dans l'État de New York, s'engage pour l'armée dès la fin du lycée. Il publie ses premiers dessin dans Stars and Stripes, le principal journal de l'armée. De retour à la vie civile en 1953, il collabore à divers magazine, et entre chez General Electric en 1957.
L'année suivante, le New York Herald Tribune Syndicate lance son comic strip B.C., où des hommes de l'âge de pierre se livrent à des considérations sur la vie et le monde à l’anachronisme humoristique.
Six ans plus tard, il lance avec son ami Brant Parker au dessin une série à l'humour similaire, cette fois située au Moyen Âge, Le Magicien d'Id, qui connaît elle aussi un succès de longue durée.

## Prix
- 1968 : Prix du comic strip humoristique de la National Cartoonists Society pour B.C.
- 1969 : Prix Reuben pour B.C. et Le Magicien d'Id
- 1970 :  prix Yellow-Kid du scénariste étranger
- 1974 : Prix de l'animation de la NCS
- 1976 : Prix Inkpot, pour l'ensemble de sa carrière
- 1976 :  Prix Adamson du meilleur auteur international pour l'ensemble de son œuvre
- 1982 : Prix Elzie Segar, pour l'ensemble de sa carrière
- 1990 : Prix du comic strip humoristique de la NCS pour B.C.
- 1992 :  Prix Max et Moritz du meilleur comic strip international pour B.C.